# Marcello Baraghini
Marcello Baraghini (Civitella di Romagna, 19 novembre 1943) è un attivista e editore italiano, fondatore della casa editrice Stampa Alternativa.

## Biografia
Nato il 19 novembre 1943 a Civitella di Romagna. Nel 1963 fugge da una famiglia oppressiva e violenta girovagando per l'Italia e stabilendosi poi a Roma. Partecipa, nel corso degli anni sessanta, a importanti battaglie per i diritti civili e la libertà personale. Avvicinatosi inizialmente al Partito Socialista Italiano di Unità Proletaria (PSIUP), diviene subito dopo attivista e membro del Partito Radicale guidato da Marco Pannella, con cui condivide per alcuni anni un'abitazione.
Nel 1963 insieme a Marco Pannella è tra i fondatori della Lid, la Lega Italiana per il Divorzio. Il 24 settembre 1968 è a Sofia, con Marco Pannella, Antonio Azzolini e Silvana Leonardi per un volantinaggio contro l'occupazione della Cecoslovacchia, i quattro vengono arrestati e poi liberati.
Matura esperienze lavorative nel mondo giornalistico romano. Per un certo periodo lavora nella redazione del quotidiano socialista L'Avanti! come correttore di bozze, e nella redazione della rivista L'Astrolabio, diretto da Ferruccio Parri. Nel 1967 Pannella gli fornisce falsa documentazione per iscriversi all'albo dei pubblicisti. In questo modo può garantire la legalità a qualsiasi rivista clandestina, basta apporre alla propria pubblicazione: “Supplemento a Stampa Alternativa. Direttore: Marcello Baraghini”, tale escamotage è stato utilizzato da oltre trecento pubblicazioni in Italia. Nel giugno 1969 è tipografo del primo numero del neonato quotidiano comunista Il Manifesto, diretto da Luigi Pintor.
In quegli anni partecipa all'esperienza delle comuni e al movimento del Sessantotto nelle facoltà romane occupate.
Nello 1970 fonda insieme ad altri la casa editrice e agenzia di contro-informazione Stampa Alternativa, sull'esempio delle alternative press americane e inglesi. Tra le prime pubblicazioni della casa editrice Manuale di coltivazione della marijuana, Andare in India e Fare Macrobiotica. Le sue iniziative editoriali di controinformazione gli causano 127 denunce, tutte legate a reati di opinione.
Nel 1972 è il promotore con Angelo Quattrocchi e Matteo Guarnaccia della Lista ippi, che si presenta alle elezioni politiche per rappresentare gli hippy italiani.
Nel 1976 viene condannato per la pubblicazione di un opuscolo a favore dell'obiezione di coscienza, che viene distribuito dinanzi al distretto militare di Roma. La condanna a 13 mesi viene confermata in Appello e Cassazione. Poco dopo si conclude un lungo processo che lo vede imputato per incitamento all'aborto per la pubblicazione di Contro la famiglia. Manuale di autodifesa per minorenni, libro che vende oltre 60 000 copie. Baraghini viene condannato a una pena di 18 mesi di carcerazione senza i benefici di legge. Tutte le copie reperibili vengono sequestrate.
Baraghini sceglie la latitanza nelle campagne della Toscana che diventerà la sua terra di adozione. Si stabilisce a Elmo di Sorano, vicino Pitigliano, nella Maremma grossetana. L'anno successivo, un'amnistia cancella tutte le pendenze legali.
Marcello Baraghini è stato l'ideatore nel 1989 della collana Millelire. I Millelire, libri che hanno rivoluzionato il mercato editoriale, come si legge nella Piccola Enciclopedia Garzanti del 1993, si presentano come opuscoli con una veste scarna e priva di orpelli, al prezzo di 1000 lire (circa 0,52 euro). Il successo editoriale è enorme: nel solo decennio novanta vengono vendute 20 milioni di copie, di cui 2 milioni soltanto di Lettera sulla felicità di Epicuro a Meneceo.
Nel 1993 porta in Italia Albert Hofmann, scienziato svizzero e inventore del LSD, per una conferenza a Milano. Nel 1994 Baraghini ottiene il premio Compasso d'oro per la comunicazione e la grafica e viene nominato professore di marketing per un giorno all'Università imperiale di Tokyo.
Nel 1996, in veste di direttore editoriale della collana Eretica, pubblica Diario di un pedofilo, scritto da William Andraghetti. Il libro sollevò forti contestazioni, tra cui quelle di Ernesto Caffo, allora presidente di Telefono Azzurro. A tali contestazioni, Baraghini rispose: "Vogliamo dare spazio ai reietti dell'editoria, ai dannati della terra... Vogliamo prendere di petto gli ultimi tabù, come la pedofilia e l'incesto". 

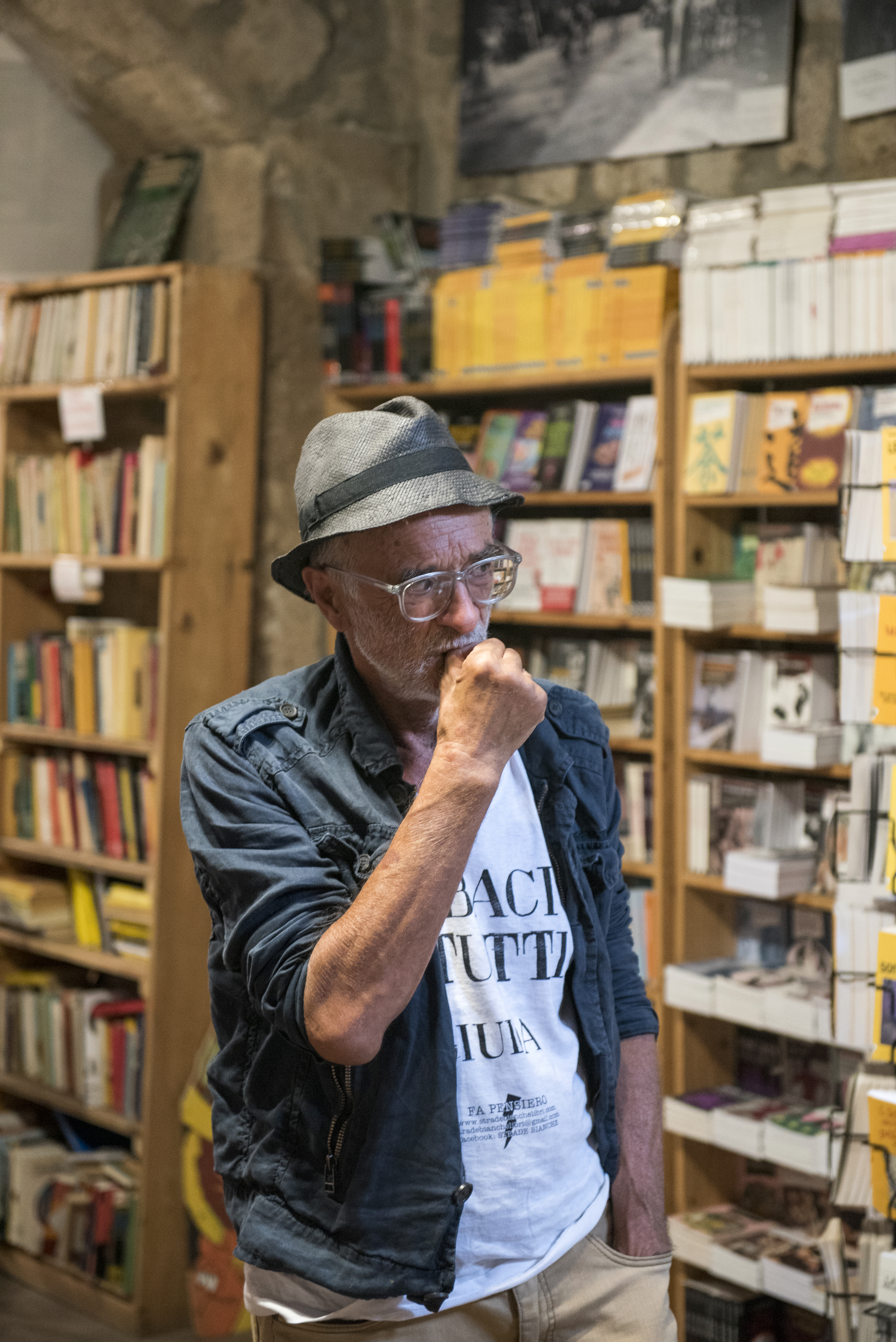
Marcello Baraghini nel 2016, nella libreria Strade Bianche di Pitigliano.

È tuttora direttore editoriale di Stampa Alternativa/Nuovi equilibri, pur non partecipando più alle attività della casa editrice. Attualmente dirige l'Associazione Strade Bianche di Stampa Alternativa di Pitigliano, libreria e editore indipendente. Dal 2003, sempre a Pitigliano, organizza il Festival internazionale di Letteratura Resistente, che si svolge nel mese di giugno. La prima edizione del Festival fu dedicata agli scrittori analfabeti, con la presenza di un carbonaio, un vasaio e un tombarolo. Nel 2012 ha organizzato lo Steve Gebhardt Film Fest alla presenza del documentarista americano Steve Gebhardt.
Baraghini porta avanti la rivoluzione editoriale dei Millelire con i Nuovi Bianciardini, piccoli opuscoli di sedici pagine ciascuno, ispirati dai racconti di Luciano Bianciardi, importante scrittore, saggista e giornalista italiano scomparso nel 1971. I Nuovi Bianciardini sono scaricabili gratuitamente dal sito di Strade Bianche e sono venduti alla cifra simbolica di un centesimo di euro.
Nel 2018 Baraghini ha narrato gli inizi della propria vicenda di editore nella plaquette autobiografica  Manuale per diventare editore all’incontrario. E proprio in questa veste di "editore all'incontrario", nel dicembre dello stesso anno fonda con altre realtà italiane indipendenti (ovvero le riviste Puck! e Ctrl magazine, il festival milanese AFA Autoproduzioni Fichissime Andergraund, e il collettivo maceratese Uomini nudi che corrono) la rivista Čapek, che nel 2020 si aggiudica il Premio Beani a Lucca Comics come migliore iniziativa editoriale italiana.